# Lawinepijl
Een lawinepijl of signaalpijl is zwaar vuurwerk. De vuurpijl schiet circa 30 tot 50 meter de lucht in, waarna deze een zeer harde knal geeft. De knal wordt veroorzaakt door een reactief mengsel van perchloraat of chloraat, zwavel (optioneel) en een metaal (meestal aluminium).
Lawinepijlen worden niet gebruikt om in bergachtige landen lawines op te wekken, hier wordt dynamiet voor gebruikt.
De onder gevarenklasse 1.1 vallende lawinepijlen zijn legaal niet te koop. In het illegale circuit zijn ze onder meer verkrijgbaar onder de namen zink en joker.